# Psi Capricorni
Psi Capricorni (Yue, 16 Capricorni) é uma estrela na direção da constelação de Capricornus. Possui uma ascensão reta de 20h 46m 05.77s e uma declinação de −25° 16′ 13.9″. Sua magnitude aparente é igual a 4.13. Considerando sua distância de 48 anos-luz em relação à Terra, sua magnitude absoluta é igual a 3.30. Pertence à classe espectral F5V.